# Huelva (pokrajina)
Huelva je španjolska provincija na zapadnom dijelu autonomne zajednice Andaluzija.
Provincija ima 519.229 stanovnika (1. siječnja 2014.), a sjedište je istoimeni grad Huelva. Prostire se na 10.128 km². Provincija graniči s Portugalom i nalazi se na Atlantskom oceanu. U provinciji se nalaze Palos de la Frontera i Moguer, iz kojhi je Kolumbo isplovio na svoje prvo putovanje 1492.g.